# Bitva u Garfagnanu
Bitva u Garfagnanu byla německo-italská ofenziva svedená v 26. a 27. prosince 1944.

## Bitva a události kolem bitvy
V roce 1944 se pro Osu zhoršovala vojenská situace. Toho roku se uskutečnila operace Bagration a vylodění v Normandii. Hitler chtěl provést na západní frontě úspěšnou protiofenzivu, po které uzavře se Spojenci mír a obrátí se proti Sovětskému svazu. V prosinci propukla Ardenská ofenziva, ve které se Němci pokusili dobýt Antverpy. Ofenzivu se rozhodlo podniknout i italsko-německé velení. Pro místo konání bylo vybráno okolí Garfagnanu. Cílem bylo odlehčit východní části italské fronty, která byla pod silným tlakem Spojenců.
Ofenziva začala 26. prosince. Po krátké dělostřelecké přípravě se podařilo rozdrtit Americkou obranu. Italové postup kryli minomety. Další útok proběhl v údolí Serchio, který donutil Američany k rychlému ústupu. Městečko Fornaci obsadila německo-italská vojska téměř bez ztrát. Na nejsilnější odpor narazil třetí útok. Mariňáci z divize San Marco rychle dobyli vesnici Molazzano. Utrpěli však těžké ztráty při dalším útoku.
27. prosince obsadily německé jednotky vesnici Pian di Creglia a italská armáda se dostala k vesnici Calavorno a ofenziva dosáhla svých cílů. Tlak na východu Itálie se zmenšil, spojenecké síly se přesouvaly na východ. Spojenci se pokusili dobýt územní zisky Osy, k čemuž však nedošlo. Německo-italská vojska se stáhla do původní pozice, kterou bránila až do konce války.